# Horacio Bruzzone
Horacio N. Bruzzone fue un abogado y dirigente patronal argentino que se desempeñó como presidente de la Sociedad Rural Argentina, entre 1931 y 1934, y fue el primer presidente de la Junta Nacional de Carnes, al ser creada en 1933. Se destacó también por su apoyo e influencia, en nombre de la Sociedad Rural Argentina, al Pacto Roca-Runciman.
Bruzzone fue un defensor de la necesidad del proteccionismo, en casos excepcionales, como los que según él transitaba la Argentina luego de la crisis de 1929. En 1933, en ocasión de la firma del Pacto Roca-Runciman y la creación de la Junta Nacional de Carnes, declaraba lo siguiente, en representación de la Sociedad Rural Argentina:

Siempre hemos conceptuado contrapoducente el proteccionismo para cierta clase de industrias que solo pueden vivir en un invernáculo arancelario, pero ahora nos encontramos todos de acuerdo en la necesidad y utilidad nacional de ayudar a la organización de industrias (...) Todo lo que se pueda hacer para fomentar nuestra producción industrial ayudará al país a salir de las dificultades que vemos con creciente ansiedad acercarse a consecuencia del cierre progresivo de los mercados europeos.
Horacio N. Bruzzone, 1933

Fue también presidente de la Comisión de Reformas del Código Rural de la provincia de Buenos Aires, miembro del directorio del Banco Hipotecario Nacional y de la Junta Nacional de Granos. Su postura en favor del proteccionismo industrial se explica en parte por su posición de accionista y miembro del directorio de la siderúrgica La Cantábrica.
Nacido en 1896, falleció el 21 de mayo de 1971. (Roberto Villanueva, Historia de la Siderurgia Argentina)